# Leucos
Los leucos (en latín, Leuci) eran una antigua tribu gala, que se ha considerado tradicionalmente que vivieron en la parte meridional de lo que hoy es la región de Lorena, en Francia. Julio César los menciona como parte del pueblo que proporcionaba trigo al ejército romano en el año 58 a. C.

## Historia
La falta de fuentes históricas disponibles para el tiempo galo nos reduce a extrapolar la base del territorio de los leucos a partir de los repartos posteriores. Por ello, sus límites territoriales, como la mayoría de los pueblos de la Galia, se definen de manera teórica a partir de la cartografía de las diócesis medievales, considerándose por los historiadores que emanaban de los límites de las ciudades galorromanas. El territorio que se deriva de este análisis regresivo se caracteriza por su forma muy alargada. Se limita al este por la línea de las cumbres de los Vosgos, y al oeste por el valle del Marne. Al norte y al sur, la determinación de la base territorial de la ciudad de los leucos se basa en los topónimos de origen antiguo y los de significado fronterizo, correlacionados con los límites diocesanos.

## Ubicación
Numerosos lugares consolidados están presentes en esta extensa región, sin que sea no obstante posible establecer cada vez su carácter contemporáneo. Varias categorías pueden no obstante definirse a partir de la superficie. Los recintos menores de 10 hectáreas forman a un grupo bien definido, especialmente bien representado en la parte sureste del territorio asignado a los leucos, correspondiendo a los primeros relieves del macizo de los Vosgos. Los recintos de más de 10 hectáreas y las que sobrepasan las 20 hectáreas forman otras dos categorías representadas en todo el territorio leuco. Su implantación puede también relacionarse con los principales valles que parecen controlar. Así pues, el recinto de Sion (Meurthe-et-Moselle) suministró numerosos índices que daban prueba de un comercio activo con la península itálica (cerámicas de Campania, ánforas, vajilla metálica…). Constituye probablemente un lugar principal del valle del Madon establecido sobre el eje norte-sur que conecta el Saona con el Mosela. El recinto del Butte-Sainte-Geneviève en Essey-lès-Nancy (Meurthe-et-Moselle), de una superficie de 20 hectáreas, se sitúa sobre este mismo eje. Más al oeste, se encuentran recintos sobre cada cuenca fluvial: Sorcy sobre el valle de Mosa, Boviolles sobre el Ornain y Gourzon sobre el Marne. Si este recinto, situado hoy en el departamento de Alto Marne, se considera en general que no pertenece al territorio leuco, lo desafía el análisis de los numerosos descubrimientos realizados desde el siglo XIX. En efecto, la presencia masiva sobre el oppidum de Châtelet en Gourzon de tipos de monedas frecuentes en Boviolles sugiere como mínimo vínculos económicos entre los dos recintos establecidos a menos de treinta kilómetros uno del otro. 
Toul (en latín Tullum) ha sido considerada durante mucho tiempo como la capital de esta tribu. Realmente, la primera capital de los leucos fue la ciudad de Nasium cuyos vestigios actuales permiten delimitar una superficie de 120 ha entre los municipios de Boviolles, Naix-aux-Forges y Saint-Amand-sur-Ornain. 
El oppidum céltico de Boviolles, ocupa por sí solo una superficie de 80 ha.